# Episodi di Lincoln Heights - Ritorno a casa (quarta stagione)
La quarta stagione della serie televisiva Lincoln Heights - Ritorno a casa è stata trasmessa negli Stati Uniti dal 14 settembre al 9 novembre 2009 su ABC Family.
In Italia è stata trasmessa dal canale satellitare Fox  dal lunedì al venerdì alle 02:35. La serie va in onda per la prima volta in chiaro su Deejay TV dal 29 novembre 2012, e, dopo una sospensione di alcune settimane per bassi ascolti dopo la trasmissione del terzo episodio, di nuovo dal 31 gennaio 2013. Durante questa trasmissione è stato saltato l'episodio 6, e per errore è stato trasmesso per due volte di seguito l'episodio 5.
| nº | Titolo originale      | Titolo italiano        | Prima TV USA      | Prima TV Italia |
| -- | --------------------- | ---------------------- | ----------------- | --------------- |
| 1  | Home Again            | Scelte                 | 14 settembre 2009 | 2 agosto 2010   |
| 2  | Persons of Interest   | Dubbi                  | 21 settembre 2009 | 3 agosto 2010   |
| 3  | Aftershock            | Reduci                 | 28 settembre 2009 | 4 agosto 2010   |
| 4  | Time to Let Go        | Piccole donne crescono | 5 ottobre 2009    | 5 agosto 2010   |
| 5  | Trash                 | Padri e figli          | 12 ottobre 2009   | 6 agosto 2010   |
| 6  | With You I Will Leave | Lettera dal fronte     | 19 ottobre 2009   | 10 agosto 2010  |
| 7  | Relative Unknown      | Punto di incontro      | 26 ottobre 2009   | 11 agosto 2010  |
| 8  | Bully for You         | Bulli e pupe           | 2 novembre 2009   | 12 agosto 2010  |
| 9  | The Gathering Storm   | Il ritorno di Cyd      | 9 novembre 2009   | 13 agosto 2010  |
| 10 | Lucky                 | Fortunati              | 9 novembre 2009   | 14 agosto 2010  |